# Asahiyama Zoo
Koordinaten: 43° 46′ 8,3″ N, 142° 28′ 44,8″ O

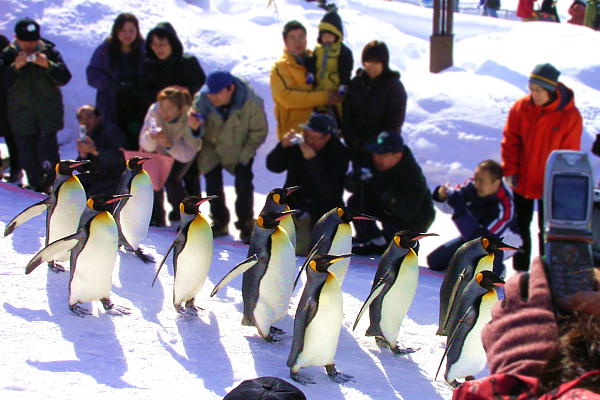
Pinguin-Parade

Der Asahiyama Zoo (jap. 旭山動物園 Asahiyama dōbutsuen) ist ein Zoo, der sich in Asahikawa in der Unterpräfektur Kamikawa des japanischen Hokkaidō auf deren Hauptinsel Hokkaidō befindet. Die Großstadt Sapporo liegt etwa 115 Kilometer entfernt im Südwesten. Der Asahiyama Zoo ist bei der Japanese Association of Zoos and Aquariums (JAZA) akkreditiert.

## Geschichte
Anfang der 1960er Jahre entwickelten sich Pläne zur Errichtung eines Tierparks in Asahikawa. Mit der Unterstützung mehrerer Bürger- und Jugendgruppen wurde ein Projektfonds aufgelegt und nach drei Jahren Bauzeit der Asahiyama Zoo am 1. Juli 1967 mit 75 Tierarten eröffnet. An der Eröffnungsfeier nahmen rund 300 geladene Gäste teil, darunter Autoritäten aus Übersee. Schon bald gelang die Zucht des ersten in Gefangenschaft geborenen Eisbären in Japan. Das männliche Jungtier wurde später von seinem Vater angegriffen und verletzt. Infolgedessen verlor das Jungtier ein Bein. Es lebte fortan weiter auf drei Beinen und entwickelte sich zum Publikumsliebling der Besucher.
1979 begann der Zoo mit der Installation eines Vergnügungsparks mit Fahrgeschäften. Dies wurde zunächst positiv aufgenommen, begann jedoch, die Aufmerksamkeit der Besucher von den Tieren abzulenken. Um den Verlust der Identität des Zoos zu vermeiden, wurden die meisten Vergnügungseinrichtungen wieder abgeschafft.
Als die Stadt Asahikawa zu wachsen begann, nahmen auch die Zoobesuche weiter zu. 1983 besuchten ca. 590.000 Gäste den Zoo. Nach diesem Höhepunkt begann jedoch ein Besucherrückgang, der dadurch verstärkt wurde, dass einige Tiere 1994 aufgrund von Echinococcus-Befall verendeten. Dies erforderte eine vorübergehende Schließung des Zoos, was einen weiteren Besucherrückgang nach sich zog. 1996 kamen nur noch 260.000 Besucher in den Zoo. Unter neuer Leitung begann der Zoo mit einer Reihe von Maßnahmen. Diese reichten von kostengünstigen Änderungen bei Investitionen bis zu Renovierungen von Anlagen. Das Interesse am Zoo stieg wieder an und 2004 wurden 1.450.000 Besucher gezählt. Durch weitere umfangreiche Erweiterungen und Modernisierungen der Anlagen sowie Erstellung von Sonderprogrammen im Laufe der folgenden Jahre konnte der Zoo das Besucherinteresse aufrechterhalten.

## Anlagenkonzept und Tierbestand
Auf dem ca. 15 Hektar großen Gelände des Zoos werden etwa 650 Tiere in rund 110 Arten gehalten. In erster Linie werden Säugetiere und Vögel gezeigt. In einem Reptilienhaus werden auch einige Amphibien- und Reptilienarten ausgestellt. Aufgrund des rauen Klimas mit langen, schneereichen Wintern auf Hokkaidō entstammen viele Tiere arktischen Regionen. Ein Höhepunkt für die Besucher ist die sogenannte Pinguin-Parade, bei der eine große Gruppe an Königspinguinen auf schneebedeckten Wegen direkt neben den Besuchern durch den Zoo läuft. In einem Pinguinhaus mit Außenanlagen werden vier Pinguinarten gezeigt.

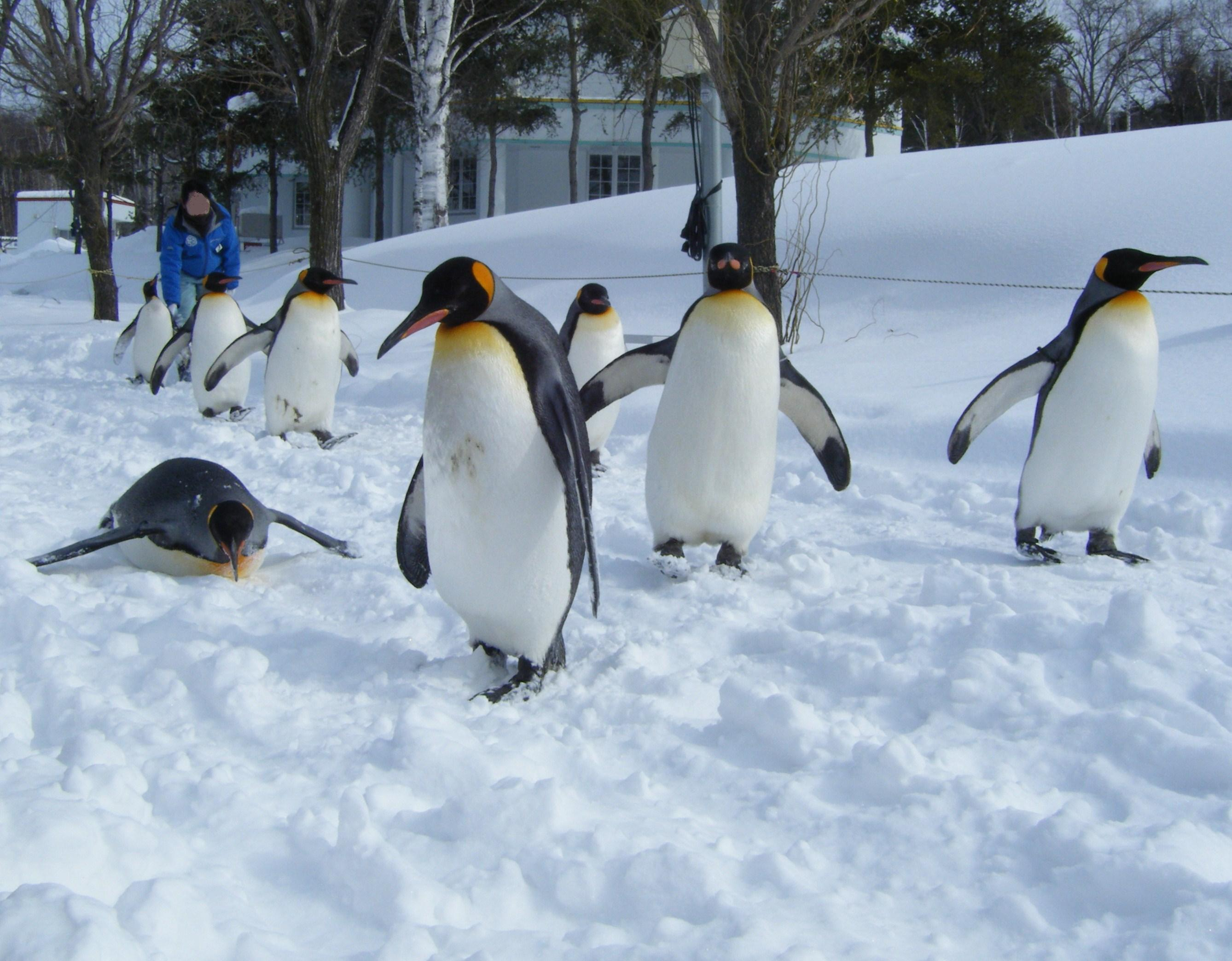
Königspinguine
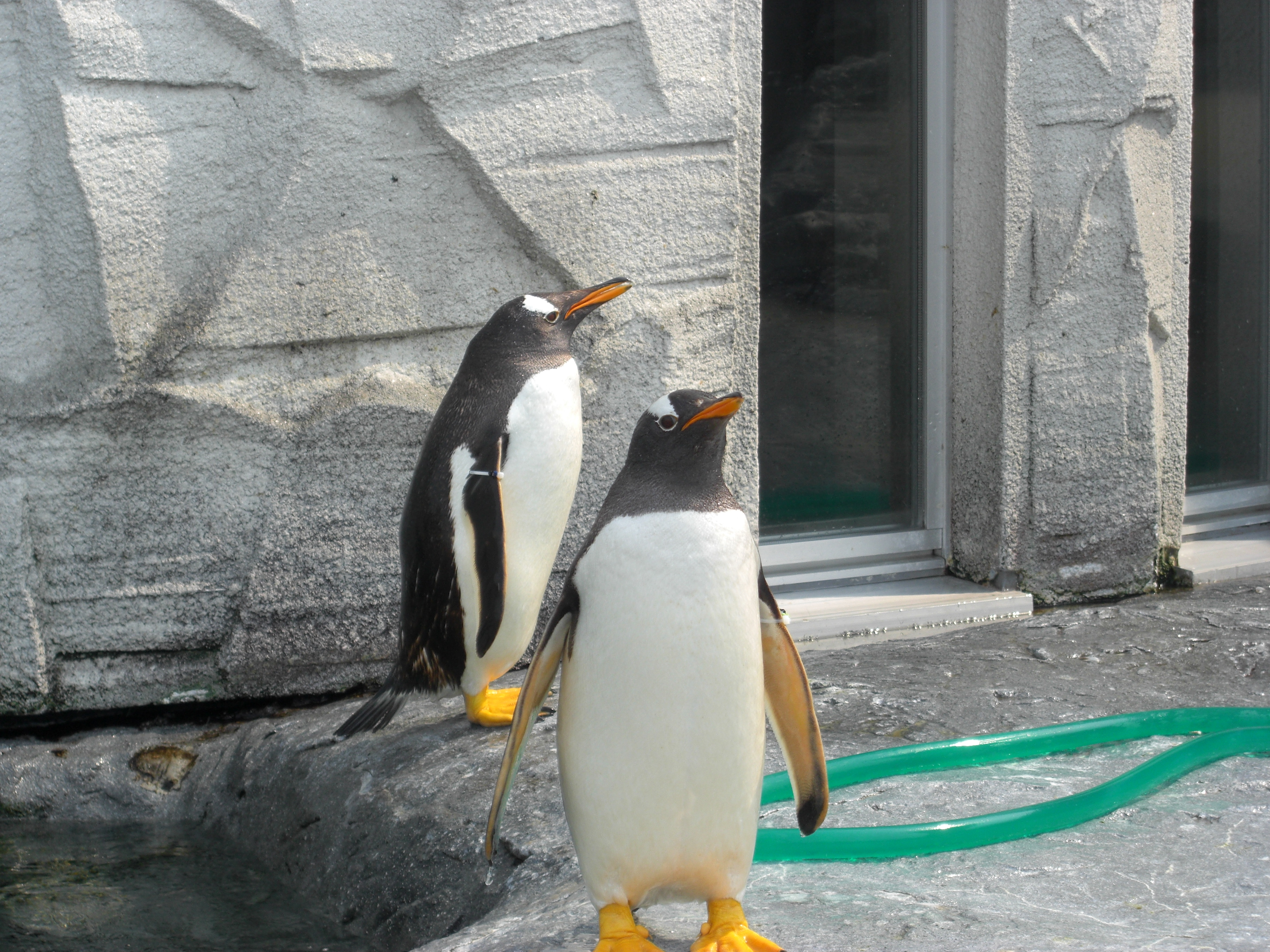
Eselspinguine
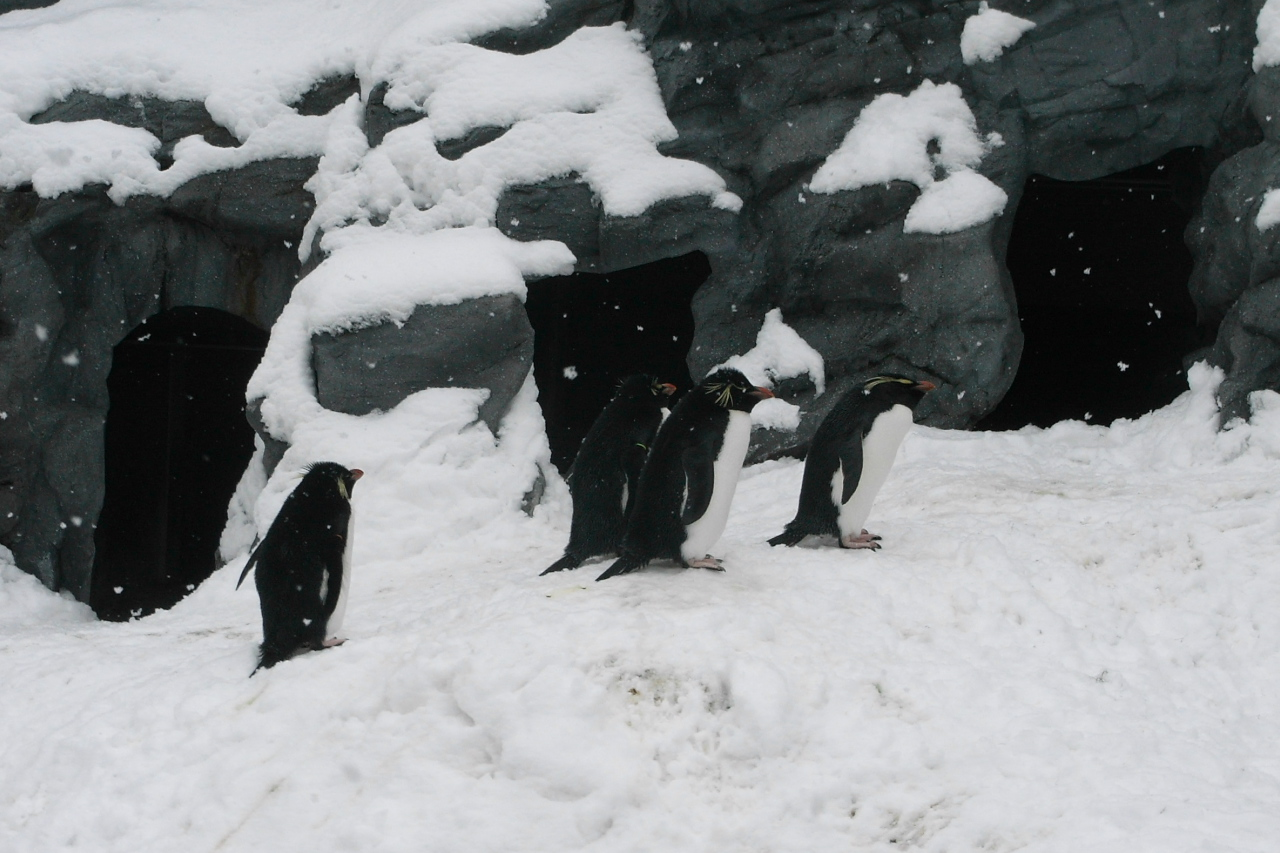
Felsenpinguine
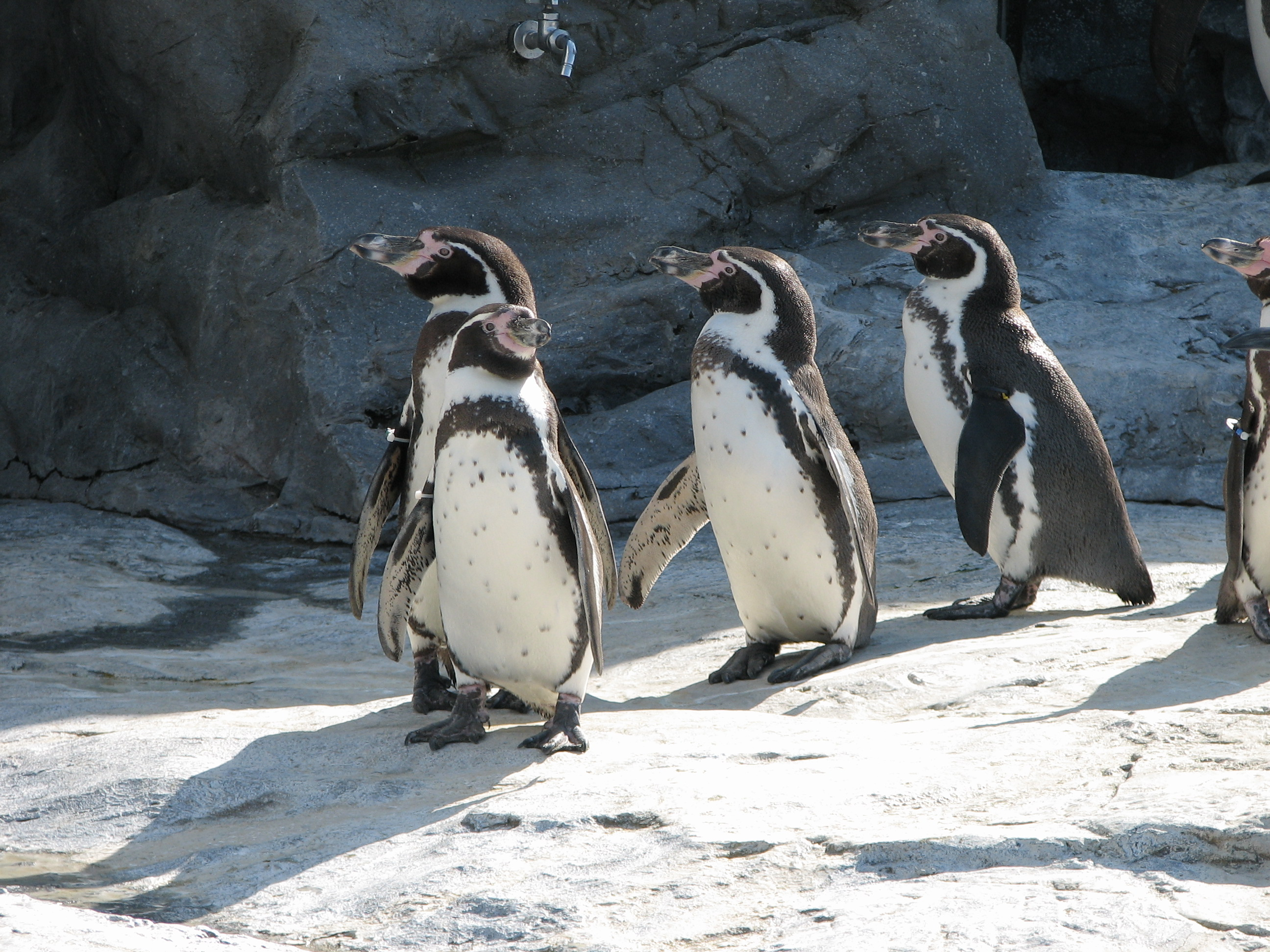
Humboldt-Pinguine

Der Zoo ist in mehrere Sektionen unterteilt, die überwiegend nach geografischen Gebieten gruppiert sind. Über das Gelände sind mehrere Tierhäuser verteilt, namentlich: Großes und Kleines Raubtierhaus, Flusspferdhaus, Giraffenhaus sowie mehrere Häuser für Primaten und Tiere, die in Hokkaidō vorkommen.
Außerdem enthält das Gelände einen Streichelzoo mit einem Bauernhof. Weiterhin gibt es ein Informationszentrum, eine Bibliothek, einen Vortragssaal, Restaurants und Cafés, einen Andenkenladen sowie einen Wildblumengarten.

## Arterhaltungs- und Schutzprogramme
Der Asahiyama Zoo spielt eine wichtige Rolle bei Erhaltungs- und Schutzbemühungen für gefährdete Arten. Der Zoo nimmt aktiv an Forschungsprogrammen sowie Zuchtinitiativen teil und arbeitet mit anderen Institutionen zusammen, um gefährdete Tierarten zu schützen und zu bewahren.

## Galerie
Die folgende Bildreihe zeigt einige Säugetierarten aus dem Bestand des Asahiyama Zoos:

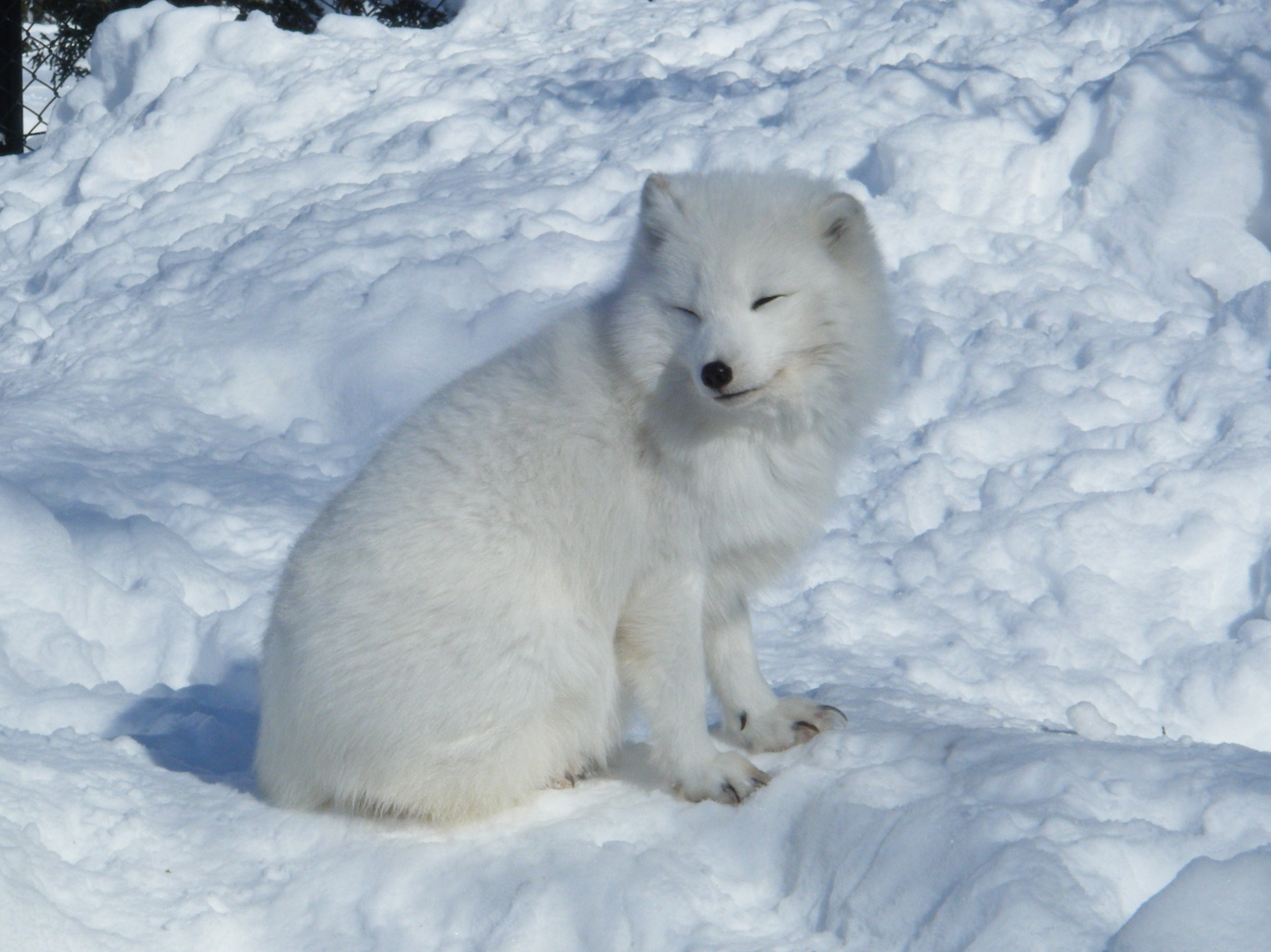
Polarfuchs
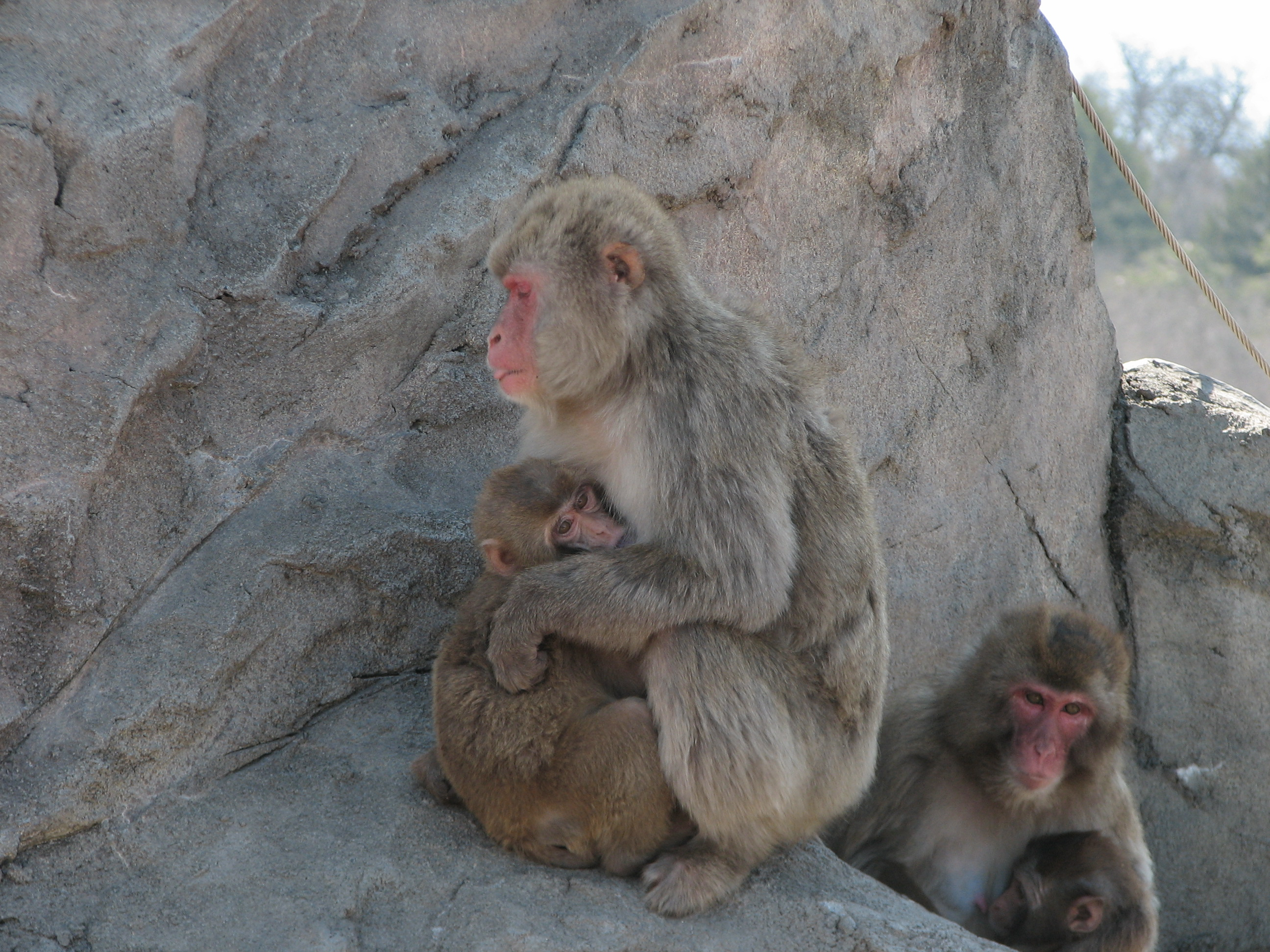
Japanmakaken
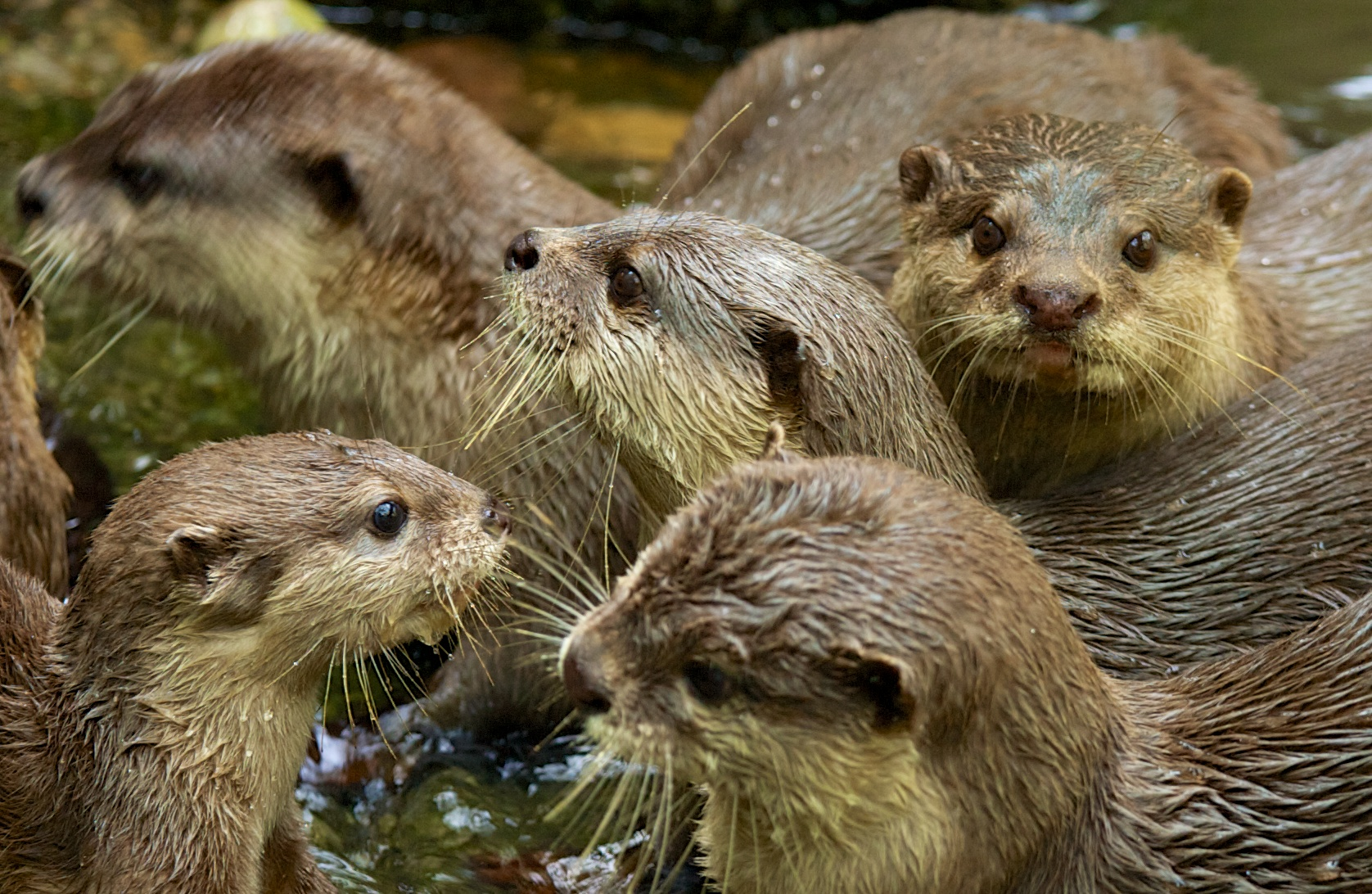
Zwergotter
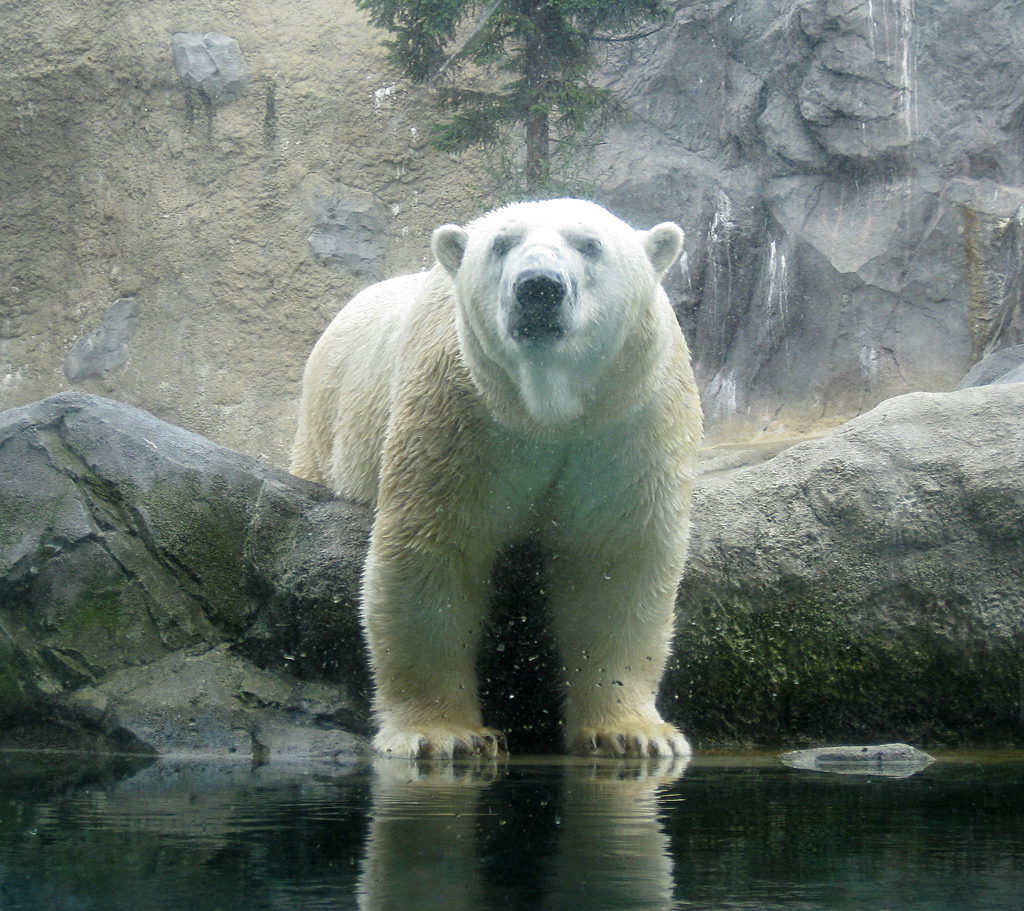
Eisbär
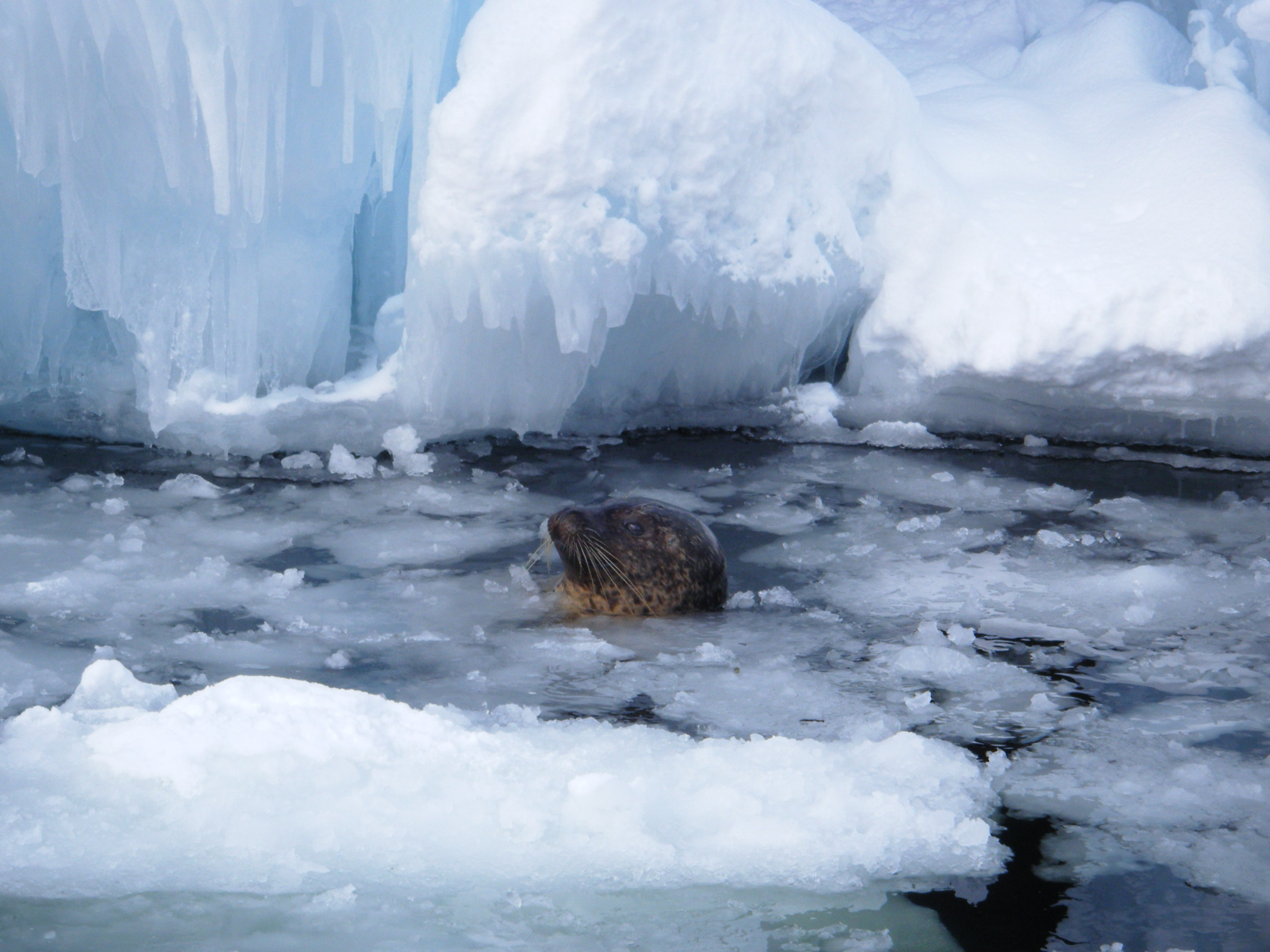
Largha-Robbe